# Storlien
Storlien er et alpint vintersportssted og et mindre byområde med 97 indbyggere i Åre Kommune i Jämtlands län, Sverige, og ligger kun to kilometer fra grænsen til Norge. Stedet er opbygget omkring turisme – de alpine discipliner, kørsel med snescooter, langrend, jagt, sportsfiskeri og fjeldvandring. I 2000-tallet er grænsehandel med norske kunder blevet vigtigt, og de fleste turister i Storlien er nordmænd. Den svenske kongefamilie har et hus i Storlien, hvor de plejer at fejre påskehøjtiden. Tidligere fandtes der også et sanatorium på stedet.
Midt i Storlien ligger jernbanestationen, som ligger på Mittbanan, der forbinder byerne Sundsvall i øst og Trondheim i vest. Der går også nattog til Storlien fra Göteborg, Stockholm og Malmø hele året. Nærmeste lufthavne er Trondheim Lufthavn, Værnes, der ligger cirka 70 kilometer vest for Storlien, og Åre Östersund Lufthavn som ligger cirka 150 kilometer mod øst. Europavej E14 går forbi få kilometer syd for Storlien.